# Micah Richards
Micah Lincoln Richards, né le 24 juin 1988 à Birmingham, est un footballeur international anglais qui évolue au poste de défenseur entre 2005 et 2019.

## Jeunesse
Micah Richards nait à Birmingham alors que ses parents kititiens rendent visite à des proches. Néanmoins, il passe son enfance à Chapeltown, un des quartiers de Leeds. À l'âge de sept ans, il est repéré par David Moore, l'entraîneur de football de son école, qui décide de l'intégrer à son effectif.
Quelques années plus tard, il joue pour l'équipe des Leeds City Boys. Il déménage par la suite à Wetherby High, près de Leeds, où il signe un contrat jeune avec Oldham Athletic, à l'âge de 12 ans. Il est transféré à Manchester City en 2001, une des clauses du transfert stipulant qu'Oldham Athletic récupèrera 20 % du prix de son prochain transfert. En juillet 2006, Manchester City tente de racheter la clause, mais Oldham Athletic refuse.

## Carrière en club
Richards fait sa première apparition dans le groupe de Manchester City le 22 octobre 2005 à l'âge de 17 ans, en tant que remplaçant lors d'un match contre Arsenal. Il dispute son premier match officiel le 12 février 2006 contre Charlton Athletic en tant que défenseur central, poste où son entraîneur Stuart Pearce souhaite l'imposer. Bien que joueur régulier de l'équipe première, il joue la finale de la FA Youth Cup, l'équivalent de la FA Cup pour les sections jeunes, contre l'équipe Liverpool (victoire 3-2 à l'issue de la double confrontation). Son habilité attise la convoitise  d'autres clubs anglais dont Tottenham Hotspur, qui voit son offre rejetée par le club. Pour assurer l'avenir du jeune joueur à Manchester, Stuart Pearce lui fait signer un nouveau contrat et lui attribue le maillot numéro 2 avant l'entame de la saison 2006-2007. Il inscrit son premier but en Premier League le 30 septembre 2006 lors d'un match contre Everton à Goodison Park. Il est l'une des révélations de la saison 2006/2007.
Très prometteur et doté d'un physique très impressionnant il est cependant régulièrement blessé à partir de l'année 2011 et peine à jouer régulièrement avec Manchester City.
Prêté une saison a la Fiorentina en 2014-2015 pour se relancer, il ne parvient pas à retrouver pleinement toutes ses capacités d'avant blessure,avec un temps de jeux limité mais supérieur au deux dernières années a Manchester il ne convainc pas à la Fiorentina et retourne en Angleterre a la fin de son prêt.
Le 17 juin 2015, Richards s'engage pour quatre ans avec Aston Villa. Quelques jours avant le début de saison 2015-2016, il est nommé capitaine des Villans par Tim Sherwood. Le 8 août suivant, il prend part à son premier match avec les Villans en étant titularisé lors de la première journée de Premier League face à Bournemouth (victoire 0-1). Il participe à vingt-huit matchs au cours de sa première saison, mais ne joue que deux rencontres en 2016-2017.
Fragile physiquement, il ne joue aucun match entre octobre 2016 et juin 2019. Libéré de son contrat par Aston Villa le 1er juillet 2019, il annonce qu'il met un terme à sa carrière sportive le même mois.

## Carrière internationale
Micah Richards débute pour l'équipe d'Angleterre le 15 novembre 2006 dans un match amical contre les Pays-Bas, après n'avoir joué seulement que 28 matchs en tant que professionnel. Steve McClaren, décide d'en faire son titulaire du fait des blessures récurrentes de Gary Neville. Sous Fabio Capello, Richards est ignoré par le technicien italien qui lui préfère Glen Johnson.

## Palmarès

### En club
- Manchester City
  - Champion d'Angleterre en 2012
  - Vainqueur de la Coupe d'Angleterre en 2011.

### Distinction personnelle
- Joueur du mois de Premier League en août 2007.

## Statistiques détaillées
| Saison                | Club                  | Championnat           | Championnat | Championnat | Coupe nationale | Coupe nationale | Coupe de la Ligue | Coupe de la Ligue | Supercoupe | Supercoupe | Compétition(s) continentale(s) | Compétition(s) continentale(s) | Compétition(s) continentale(s) | Total | Total |
| Saison                | Club                  | Division              | M.          | B.          | M.              | B.              | M.                | B.                | M.         | B.         | Comp.                          | M.                             | B.                             | M.    | B.    |
| 2005-2006             | Manchester City       | Premier League        | 13          | 0           | 3               | 1               | -                 | -                 | -          | -          | -                              | -                              | -                              | 16    | 1     |
| 2006-2007             | Manchester City       | Premier League        | 28          | 1           | 5               | 0               | 1                 | 0                 | -          | -          | -                              | -                              | -                              | 34    | 1     |
| 2007-2008             | Manchester City       | Premier League        | 25          | 0           | 2               | 0               | 2                 | 0                 | -          | -          | -                              | -                              | -                              | 29    | 0     |
| 2008-2009             | Manchester City       | Premier League        | 34          | 1           | 1               | 0               | -                 | -                 | -          | -          | C3                             | 15                             | 0                              | 50    | 1     |
| 2009-2010             | Manchester City       | Premier League        | 23          | 2           | 2               | 0               | 4                 | 0                 | -          | -          | -                              | -                              | -                              | 29    | 2     |
| 2010-2011             | Manchester City       | Premier League        | 18          | 1           | 5               | 2               | -                 | -                 | -          | -          | C3                             | 8                              | 0                              | 31    | 3     |
| 2011-2012             | Manchester City       | Premier League        | 29          | 1           | 1               | 0               | 2                 | 0                 | 1          | 0          | C1+C3                          | 1+3                            | 0                              | 37    | 1     |
| 2012-2013             | Manchester City       | Premier League        | 7           | 0           | -               | -               | -                 | -                 | 0          | 0          | C1                             | 1                              | 0                              | 8     | 0     |
| 2013-2014             | Manchester City       | Premier League        | 2           | 0           | 3               | 0               | 2                 | 0                 | -          | -          | C1                             | 3                              | 0                              | 10    | 0     |
| 2014-2015             | Manchester City       | Premier League        | -           | -           | -               | -               | -                 | -                 | 1          | 0          | C1                             | -                              | -                              | 1     | 0     |
| Sous-total            | Sous-total            | Sous-total            | 179         | 6           | 22              | 3               | 11                | 0                 | 2          | 0          | -                              | 31                             | 0                              | 245   | 9     |
| 2014-2015             | AC Fiorentina (prêt)  | Serie A               | 10          | 0           | 2               | 0               | -                 | -                 | -          | -          | C3                             | 7                              | 0                              | 19    | 0     |
| Sous-total            | Sous-total            | Sous-total            | 10          | 0           | 2               | 0               | -                 | -                 | -          | -          | -                              | 7                              | 0                              | 19    | 0     |
| 2015-2016             | Aston Villa FC        | Premier League        | 24          | 1           | 3               | 1               | 1                 | 0                 | -          | -          | -                              | -                              | -                              | 28    | 2     |
| 2016-2017             | Aston Villa FC        | Championship          | 2           | 0           | -               | -               | 1                 | 0                 | -          | -          | -                              | -                              | -                              | 3     | 0     |
| 2017-2018             | Aston Villa FC        | Championship          | -           | -           | -               | -               | -                 | -                 | -          | -          | -                              | -                              | -                              | 0     | 0     |
| 2018-2019             | Aston Villa FC        | Championship          | -           | -           | -               | -               | -                 | -                 | -          | -          | -                              | -                              | -                              | 0     | 0     |
| Sous-total            | Sous-total            | Sous-total            | 26          | 1           | 3               | 1               | 2                 | 0                 | -          | -          | -                              | -                              | -                              | 31    | 2     |
| Total sur la carrière | Total sur la carrière | Total sur la carrière | 215         | 7           | 27              | 4               | 13                | 0                 | 2          | 0          | -                              | 38                             | 0                              | 295   | 11    |